# Férfi 3 méteres szinkronugrás a 2022-es úszó-Európa-bajnokságon
A 2022-es úszó-Európa-bajnokságon a műugrás férfi szinkron 3 méteres versenyszámának döntőjét augusztus 21-én délután rendezték meg a római Foro Italicóban.
A brit Anthony Harding, Jack Laugher kettős nyerte a versenyszámot, több mint 25 ponttal maguk mögé utasítva a házigazdák párosát, Lorenzo Marsagliát és Giovanni Toccit. A bronzérem az ukránoké, Olekszandr Horskovozové, illetve Oleh Kolodijé lett.

## Versenynaptár
Az időpont(ok) helyi idő szerint olvashatóak (UTC +01:00):
| Dátum                         | Időpont | Forduló |
| ----------------------------- | ------- | ------- |
| 2022. augusztus 21., vasárnap | 15:45   | Döntő   |

## Eredmény
| #  | Versenyző                              | Ország                   | Pontok | Pontok | Pontok | Pontok | Pontok | Pontok | Pontok |
| #  | Versenyző                              | Ország                   | F1     | F2     | F3     | F4     | F5     | F6     | Össz.  |
| -- | -------------------------------------- | ------------------------ | ------ | ------ | ------ | ------ | ------ | ------ | ------ |
|    | Anthony Harding Jack Laugher           | Egyesült Királyság (GBR) | 49,20  | 48,60  | 85,68  | 64,26  | 84,36  | 80,73  | 412,83 |
|    | Lorenzo Marsaglia Giovanni Tocci       | Olaszország (ITA)        | 52,80  | 43,20  | 71,61  | 84,66  | 72,00  | 63,24  | 387,51 |
|    | Olekszandr Horskovozov Oleh Kolodij    | Ukrajna (UKR)            | 47,40  | 48,60  | 76,50  | 73,47  | 64,98  | 73,44  | 384,39 |
| 4. | Guillaume Dutoit Jonathan Suckow       | Svájc (SUI)              | 44,40  | 42,00  | 72,90  | 71,61  | 76,50  | 60,42  | 367,83 |
| 5. | Timo Barthel Moritz Wesemann           | Németország (GER)        | 44,40  | 46,80  | 73,44  | 77,70  | 38,85  | 60,42  | 341,61 |
| 6. | Theofilos Afthinos Nikólaosz Molvalisz | Görögország (GRE)        | 43,20  | 37,80  | 59,40  | 50,40  | 64,17  | 64,80  | 319,77 |
| 7. | Sandro Melikidze Tornike Onikashvili   | Grúzia (GEO)             | 43,80  | 40,20  | 54,90  | 51,00  | 62,10  | 60,45  | 312,45 |
| 8. | David Ekdahl Elias Petersen            | Svédország (SWE)         | 42,60  | 36,00  | 54,90  | 60,30  | 58,50  | 58,59  | 310,89 |